# 宮本侑芽のぽじ×ぽじ
『宮本侑芽のぽじ×ぽじ』（みやもとゆめのぽじ×ぽじ）は、2020年4月3日から2022年3月25日まで文化放送 超!A&G+で配信されたインターネットラジオ番組。

## 概要
タイトルの「ぽじ×ぽじ」とは「ポジティブ×ポジティブ」を意味し、パーソナリティの宮本侑芽がラジオを通して世の中をポジティブにしていく番組。
2020年3月に「超!A&G+マンスリースペシャル」が放送された後、同年4月よりレギュラー化した。発表時点では1クール限定だったがクールごとに延長を重ね2年間放送された。
通常は音声のみ、一部の企画やゲストが出演する場合には画像、映像付きで配信。

## 配信情報
レギュラー
2020年4月3日（第1回） - 9月25日（第22回）
毎週金曜日 23:00 - 23:30
2020年10月3日（第23回） - 2021年6月26日（第60回）
毎週土曜日 18:00 - 18:30
2021年7月2日（第61回） - 2022年3月25日（第99回）
毎週金曜日 19:30 - 20:00（リピート配信 毎週火曜日 16:30 - 17:00）
この他Youtubeの文化放送 超!A&G+公式チャンネルにて2022年5月10日までアーカイブ
ゲスト
第17回 黒沢ともよ
第35回 伊藤美来
第52回 土屋神葉
第54回 鷲崎健
映像回（ゲスト回を除く）
第18回 全編
第27回 マンスリーぽじてぃぶ「地理」コーナーのみ
第30回 マンスリーぽじてぃぶ「たまご」コーナーのみ
第75回 マンスリーぽじてぃぶ「運動」コーナーのみ
超!A&G+マンスリースペシャル
2020年3月5日 - 3月26日
毎週木曜日 21:30 - 22:00（リピート配信 毎週金曜日 09:30 - 10:00）
レギュラー同様の期限でアーカイブ

## コーナー
なんでもホメます！
リスナーから送られたお題をなんでも褒める。
ポジとネガの間
ポジティブな出来事とネガティブな出来事をセットで募集、リスナーが置かれている状況はどちらなのかを判定する。
スッキリゆめ気分
もやもやする体験や現象を募集、名前をつけスッキリさせることでポジティブに捉えられるようにする。
マンスリーぽじてぃぶ
テーマについて一月かけて掘り下げていく。
侑芽島
初出演のゲスト、初めて投稿が採用されたリスナーに島民番号を付与し、パーソナリティをボスとする島（グループ）の住人を増やす。
Yumestagram（ゆめスタグラム）
画像とそれにまつわるエピソードを募集し放送中にツイートを紹介、リスナーとポジティブな気持ちを共有する。
ぽじぽじクイズ
放送後ツイートされる画像のポーズが何を表現しているかリスナーがあてる。

## イベント
宮本侑芽のぽじ×ぽじ&春野杏・依田菜津の「期待しないでください...。」合同オンラインイベント
2021年7月11日、ライブ配信サービスZAIKOにて同じ文化放送 超!A&G+の番組である『春野杏・依田菜津の「期待しないでください...。」』と生配信の合同イベントを開催。ゲストは鈴代紗弓。
宮本侑芽のぽじ×ぽじ 侑芽島オンライン集会2021冬
2021年12月11日、ZAIKOにて配信。番組単独としては初のイベント。ゲストは第1部 富田美憂、第2部 前田佳織里。